# Рипли, Коннор
Коннор Джеймс Рипли (англ. Connor James Ripley; 13 февраля 1993, Мидлсбро) — английский футболист, вратарь английского клуба «Моркам».

## Клубная карьера

### «Мидлсбро»
Коннор родился в семье известного полузащитника «Боро» Стюарта Рипли. Вскоре он переехал в Блэкберн, где играл его отец, и начал заниматься футболом в молодёжной школе «Блэкберн Роверс». В 2009 году он вместе с семьей вернулся в родной город, где продолжил свое обучение в академии «Мидлсбро».
11 января 2011 года Рипли подписал свой первый профессиональный контракт с «Мидлсбро», сроком на 2,5 года. Через два месяца, 5 марта, Коннор дебютировал в первой команде «Боро», выйдя на замену вместо получившего травму Джейсона Стила в гостевой встрече против «Рединга» (2:5), в которой пропустил три мяча. 14 января 2012 года Рипли впервые вышел в стартовом составе «речников» в матче Чемпионшипа против «Бёрнли» (0:2).
27 апреля 2012 года Рипли на правах экстренной аренды отправился в клуб Лиги Два «Оксфорд Юнайтед». На следующий день он дебютировал за «жёлтых» в домашней игре против «Саутенд Юнайтед», однако не сумел спасти свою команду от поражения (0:2).
25 января 2013 года Рипли подписал с «Боро» новый 3-летний контракт. 3 августа 2013 года голкипер на правах аренды присоединился к клубу Лиги Один «Брэдфорд Сити». 3 сентября Коннор дебютировал за «Брэдфорд» в матче на Трофей Футбольной лиги против «Хартлпул Юнайтед», однако оказался одним из главных антигероев встречи — его временная команда потерпела поражение со счетом 0:5.

### Аренда в «Эстерсунд»
2 марта 2014 года Коннор на правах 4-месячной аренды перебрался в клуб второго шведского дивизиона «Эстерсунд». 6 апреля дебютировал в матче 1-го тура Суперэттан против «Югшиле», в котором отразил пенальти, однако это не спасло его команду от минимального поражения (0:1).
22 июня в гостевой встрече против «Ассириска Фёренинген» Рипли схлопотал первое удаление в карьере, получив два предупреждения на 90-й минуте, но «Эстерсунд» сумел удержать победный счёт (1:0).

### Аренда в «Мотеруэлл»
Проведя сезон 2014/15 в резервной команде «Мидлсбро U-21», в июле 2015 года Рипли продлил истекающий контракт ещё на 3 года, а 31 июля на правах сезонной аренды присоединился к «Мотеруэллу», выступающему в шотландской Премьер-лиге.
На следующий день Коннор дебютировал в выездной игре против «Инвернесса» и помог своему клубу одержать сухую победу (1:0).

### Аренда в «Олдем Атлетик»
9 июля 2016 года Коннор на правах сезонной аренды перешёл в клуб Лиги Один «Олдем Атлетик», где воссоединился с главным тренером Стивеном Робинсоном, под руководством которого играл в «Мотеруэлле». Дебютировал 6 августа в гостевой встрече против «Миллуолла» (0:3).
Несмотря на то, что по итогам сезона «Олдем» занял лишь 17-е место, в 46 матчах чемпионата Рипли пропустил 44 мяча, отыграв 18 матчей на ноль, и вошёл в символическую сборную Лиги Один. Также, по итогам сезона Рипли был признан Игроком года «Олдем Атлетик» по версии объединений болельщиков.

### Аренда в «Бёртон Альбион»
7 августа 2017 года Рипли продлил контракт с «Мидлсбро» на два года и на правах сезонной аренды отправился в клуб Чемпионшипа «Бертон Альбион». Дебютировал 9 августа в победном матче Кубка лиги против своего бывшего клуба — «Олдем Атлетик» (3:2). Сыграв за полгода всего в 5 матчах, 3 января 2018 года аренда Рипли была досрочно расторгнута.

### Аренда в «Бёри»
4 января 2017 года на правах аренды до конца сезона Рипли присоединился к аутсайдеру Лиги Один — клубу «Бёри». Дебютировал 6 января в гостевом матче чемпионата против клуба «Плимут Аргайл», в котором пропустил 3 мяча. Сыграв в 15 матчах чемпионата, Рипли не сумел спасти «Бёри» от вылета в Лигу Два.

### Аренда в «Аккрингтон Стэнли»
9 августа 2018 года на правах сезонной аренды перешёл в клуб-новичок Лиги Один — «Аккрингтон Стэнли». Дебютировал 11 августа в 1-м туре чемпионата против «Бристоль Роверс» и помог своему клубу одержать историческую победу (2:1). 9 января 2019 года аренда была досрочно расторгнута.

## «Престон Норт Энд»
9 января 2019 года Коннор покинул «Мидлсбро», заключив контракт на 3,5 года с другим клубом Чемпионшипа — «Престон Норт Энд». Сумма трансфера осталась нераскрытой.

## «Моркам»
В июне 2022 года было объявлено, что Рипли подпишет контракт с английским клубом «Моркам» 1 июля 2022 года.

## Международная карьера
В октябре 2011 года Коннор впервые был вызван в юношескую сборную Англии (до 19) для участия в международном молодёжном турнире в Лиможе, Франция), где сыграл в двух встречах — против Португалии (до 19) и Украины (до 19).
В июне 2012 года Рипли попал в итоговую заявку сборной Англии (до 19) на юношеский Чемпионат Европы U-19, однако не сыграл там ни одной игры.
В мае 2013 года Коннор был внесён в итоговую заявку сборной Англии (до 20 лет) на поездку на молодёжный Чемпионат Мира U-20, но во всех трёх встречах остался на скамейке запасных.

## Достижения

### Личные
- Лучший вратарь Лиги Один: 2016/2017
- Игрок года «Олдем Атлетик»: 2017